# Zapoteca formosa
Zapoteca formosa är en ärtväxtart som först beskrevs av Carl Sigismund Kunth, och fick sitt nu gällande namn av Héctor Manuel Hernández. Zapoteca formosa ingår i släktet Zapoteca och familjen ärtväxter. IUCN kategoriserar arten globalt som livskraftig.

## Underarter
Arten delas in i följande underarter:
- Z. f. formosa
- Z. f. gracilis
- Z. f. mollicula
- Z. f. rosei
- Z. f. salvadorensis
- Z. f. schottii